# Olof Vilhelm Arrhenius
Olof Vilhelm Arrhenius (Stoccolma, 2 novembre 1895 – Svezia, 8 maggio 1977) è stato un biochimico e naturalista svedese.

## Biografia
Olof Vilhelm Arrhenius era figlio del chimico e fisico Svante Arrhenius, premio Nobel per la chimica nel 1903, e della sua prima moglie Sofia Rudbeck (1866-1937), geologa e fotografa. A sua volta Olof Wilhelm fu padre dell'oceanografo Gustaf Olof Svante Arrhenius (1922-2019) e della scrittrice e ambientalista Anna Brita Sofia Horn af Rantzien (1924-2009) che fu membro del parlamento svedese per il Partito Ambientalista.

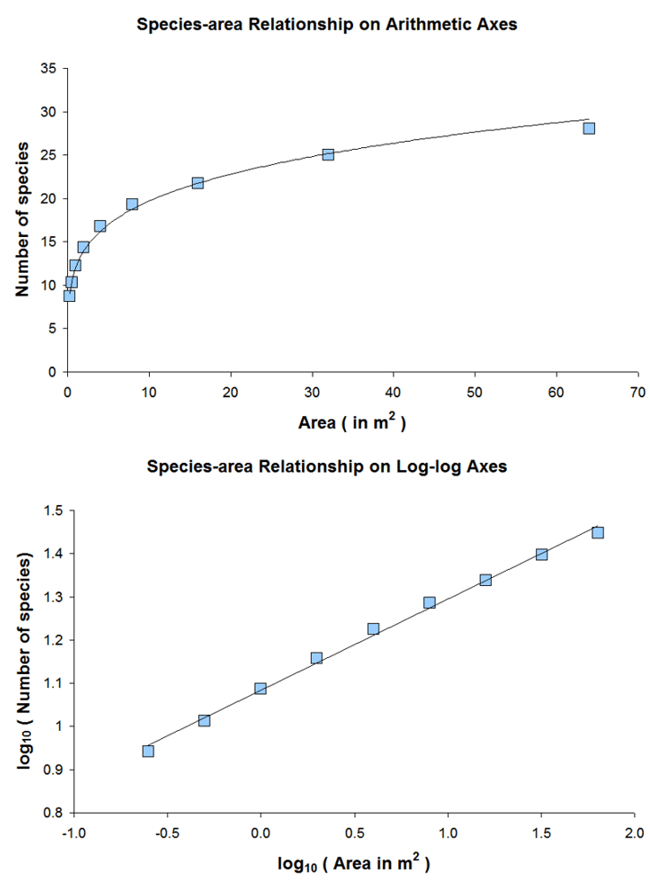
La relazione specie-area per un habitat contiguo

Olof studiò botanica e agraria all'Università di Stoccolma dove nel 1920 ottenne il dottorato di ricerca. Negli anni 1920-1926 fu assistente in botanica agraria presso il "Centralanstalten för försöksväsendet på jordbruksområdet" (Istituto centrale per la sperimentazione in agricoltura) di Stoccolma. Dal 1926 al 1928 prestò servizio come biologo agrario presso la Stazione sperimentale olandese per le industrie dello zucchero a Giava. Successivamente si stabilì nella Kagghamra gård, una azienda agricola nei pressi di Botkyrka, dove svolse ricerche private, dedicandosi in particolar modo a studi di ecologia e biochimica agraria.
Olof Arrhenius scrisse oltre duecento articoli su argomenti molto vari come la scienza del suolo, la coltivazione della barbabietola da zucchero, la crescita delle piante, la storia della scienza, la corrosione dei metalli. Molto importante fu la messa a punto di un suo metodo geochimico basato sull'analisi quantitativa dei fosfati contenuti nel suolo, utile in archeologia nell'individuare luoghi abitati dall'uomo in periodo preistorico dove la decomposizione delle sostanze organiche accresceva la percentuale dei fosfati. È ancora ricordato per la curva nota come "Relazione specie-area" (Species-Area Relationship, SAR), la relazione tra il numero di specie presenti e la dimensione dell'area che le ospita, un argomento di grande interesse in ecologia. Per anni la relazione tra specie ed area è stata considerata “una delle poche leggi genuine dell'ecologia”, «quanto di più simile alla tavola periodica esista a disposizione della disciplina».